# Pep (tijdschrift)
Pep was een Nederlands stripweekblad dat van 1962 tot 1975 verscheen.

## Het tijdschrift
De eerste Pep verscheen op 6 oktober 1962 na het "0-nummer" ter introductie van het blad, en werd uitgegeven door De Geïllustreerde Pers NV in Amsterdam. Op de cover van het eerste reguliere nummer staan Mickey Mouse en Kuifje die elkaar de hand schudden onder de kop: Mickey en Kuifje in Pep. Op de eerste pagina werd de naam Pep uitgelegd: "Pep is een Engels woord voor pit, vuur, vaart en levenslust. Daarom is Pep een blad met pep".
Aanvankelijk bevatte Pep vooral Franco-Belgische strips uit de Belgische Le Lombard-stal zoals Kolonel Clifton (Raymond Macherot), Michel Vaillant, Dan Cooper, Hoempa Pa (Goscinny en Uderzo) en Kuifje (Hergé), en verhalen uit de Walt Disney-stal als Spin en Marty, Pietje Pech, Mickey Mouse èn daarnaast Zorro van Hans G. Kresse. In de tweede helft van de jaren 60 verschoof de focus nogal radicaal naar strips uit de Franse stal van Dargaud, zoals gepubliceerd in hun baanbrekend stripblad Pilote, omdat de Lombardstrips ook al verschenen in het concurrerende blad Kuifje terwijl de Pilotestrips nog geen wijde verspreiding kenden in Nederland (en Vlaanderen overigens) en zo maakten Peplezers kennis met Franco-Belgische strips zoals Roodbaard (Charlier en Hubinon) en Blueberry (Charlier en Giraud); De introductie in 1965 van deze twee strips was mislukt in het genrevreemde blad Fix & Foxi, waar ze onopgemerkt bleven omdat dat blad een compleet andere – leeftijds – doelgroep bediende. Andere Pilotestrips waren Olivier Blunder (Greg) en Ravian (Christin en Mézières), alsmede de poëtische strip Philémon van Fred en de satirische strips van Marcel Gotlib op een later moment. Gelijkertijd werd er afstand gedaan van de Disneystrips. Pilotes grootste kaskraker Asterix (Goscinny en Uderzo) werd al gepubliceerd in Pep.
Met nummer 1 van 1970 was er een nieuwe formule: een nieuwe kop, een dikker blad (van 32 naar 48 pagina's) en vooral meer aandacht voor Nederlandse tekenaars. Agent 327 van Martin Lodewijk en De Generaal van Peter de Smet maakten in Pep hun debuut. Andere belangrijke bijdragen werden geleverd door Dick Matena (De Argonautjes), Fred Julsing (Wellington Wish) en Willy Lohmann (Kraaienhove).
Naast strips bevatte Pep ook korte proza verhalen; een deel daarvan was geïllustreerd door Hans G. Kresse, die in de jaren 60 al veel Pep-covers had gemaakt, inclusief die voor het "0-nummer", ten behoeve van andermans strips. Verder was er een brievenrubriek, advertenties, puzzels, interviews, informatieve artikelen over uiteenlopende onderwerpen (onder andere popartiesten), "uithalers" en "pepplaten" (centerfolds), een en ander grotendeels in navolging van het grote voorbeeld Pilote.
Vanaf nummer 6 van 1972 werd als uitgever vermeld Oberon BV in Haarlem.
Vanaf nummer 22 van 1974 ging het aantal "gewone" pagina's terug van 48 naar 32. Nieuw vanaf dat nummer was Peptoe, een ingeniet zwart-wit katern van 20 pagina's op goedkoper papier, gevuld met telkens één stripverhaal. Hierin verschenen voor Pep nieuwe strips als Conan, Rahan, alsmede Comanche en Ton en Tineke, waarmee Lombardstrips hun herintrede maakten in Pep. Later verdween Peptoe weer, de laatste zat in nummer 17 van 1975, hoewel sommige Lombard strips zoals Comanche en Bernard Prince (voor Pep hernoemd als "Rob Palland") in het blad gepubliceerd bleven, nu op de reguliere (kleuren) manier.
De laatst vermelde hoofdredacteur was Frits van der Heide in nummer 10 van 1975. De redactie bestond verder uit Jan van Erp (1e red.), Stef Keizer, Patrick Wessels en Anneke van Wissen.
Het laatste nummer van Pep was nummer 39 van 1975. Bijgevolg de fusie in 1972 van uitgeverijen, De Geïllustreerde Pers en De Spaarnestad, de uitgever van Sjors, tot Oberon, werden de twee bladen in september 1975 samengevoegd tot een nieuw blad: Eppo, deels als een poging om de dalende oplages van beide tijdschriften te keren, deels als een kosten besparingen overweging. Een belangrijke Nederlandse strip die nog op de valreep debuteerde in Pep, was het eerste verhaal van Franka (Het Misdaadmuseum in nrs. 47, 1974 - 16, 1975) van Henk Kuijpers. Enkele succesvolle series uit Sjors, met name Trigië, maar vooral uit Pep, inclusief Blueberry, Agent 327, De Generaal en Franka, kwamen terug in Eppo maar er werden ook nieuwe series opgenomen.
Ondanks de relatief korte levensduur van Pep (vergeleken met de Belgische tijdsgenoten) heeft het blad, dat een wijde verspreiding in Nederland heeft gekend via het leesmap fenomeen, een onuitwisbare indruk achtergelaten op een hele generatie jonge Nederlands striplezers, maar beduidend minder op Vlaamse leeftijdsgenoten, van oudsher meer georiënteerd op hun eigen, Belgische strip weekbladen Robbedoes en Kuifje. Ger Apeldoorn, destijds een van die jonge Nederlandse lezers, publiceerde in 2014 een naslagwerk over de opkomst en ondergang van Pep (zie onder).

## Oplagecijfers
- 1967: 198.830
- 1970: 184.434
- 1971: 175.266
- 1973: 150.898
- 1974: 128.824

## Gerelateerde stripboeken
De uitgever van Pep gaf ook een serie strip pocket boeken uit, Pep Parade geheten, waarvan er van 1969 tot 1974 tien verschenen, waarvan de eerste vijf delen bewerkte vertalingen waren van de originele 9-delige Super Pocket Pilote-reeks (Dargaud) en de laatste vijf van (een deel van) de originele Tintin pocket sélection-reeks (Lombard, die op eigen titel doorging met de – ongewijzigde – Nederlandstalige publicatie van de pockets na het laatste deel van Pep Parade). Vergeleken met de Franse Lombard bronpublicaties waren de Pep Parades lijvig te noemen met circa 260 pagina's ieder, ten opzichte van hun circa 160 pagina's tellende Franse tegenhangers. Verder is van een aantal strips van Nederlandse bodem een albumuitgave verschenen in de reeks Pep Stripoteek (onder andere Blook, Agent 327, De Argonautjes, Johnny Goodbye, Erwin). Oberon nam de albumuitgaven over voor het gros van deze series in hun eigen reeksen.

## De strips
In Pep verschenen onder andere de volgende strips. Met (p) zijn de strips aangegeven die (ook) in Peptoe verschenen.
- Agent 327
- Alfred de wees
- Ambrosius
- Andrax (p)
- Anna Tommy
- Arendsoog
- De Argonautjes
- Asterix
- Athi
- Baco
- Bandonéon
- Baron van Tast
- Bartje
- Bas
- Batman
- Ben Bolt
- Bernard Prince (in Pep als Rob Palland)
- Bernard Voorzichtig
- Betty Boop
- Big Boss
- Billy Hathaway
- Blake en Mortimer
- Blook
- Blueberry
- Bolivar
- Bonanza
- De broertjes Samovarof
- Chlorophyl
- Clifton
- Cocco Bill
- Comanche (in Pep als Red Dust) (ook in p)
- Conan (p)
- Corto Maltese
- Dan Cooper
- Dan Teal
- De fantastische nachtmerries van Smock
- Dick Tracy
- Dzjengis Khan
- Elfego Baca
- Engelbert
- Eppo
- Erwin
- Fantoom
- Fiedel
- Flash Gordon
- Flippie Flink
- Frank Valk (p)
- Franka (in Pep als Het Misdaadmuseum)
- De Generaal
- Giuseppe
- Gregor
- Grote Pyr
- Hoempa Pa
- Howard Flynn
- Iznogoedh
- Ivanhoe
- Jab
- Jak Mandolino
- Johnny Goodbye
- Joris P.K.
- Kapitein Nemo
- Knut Andersen
- Kolonel Clifton
- Kraaienhove
- Kuifje
- Lefranc
- Llewelyn Fflint
- Luc Orient
- Lucky Luke
- De Macaroni's
- Mangas Coloradas
- Matho Tonga
- Matje Madeira
- Maxmagnus
- Michel Vaillant
- Mick Tangy
- Mickey Mouse
- Minimic
- Olivier Blunder
- Oscar
- Peanuts
- Pep
- Pepijn
- Philémon
- Pietje Pech
- Porkie
- Prins Valiant
- Prof. Balthazar
- Rahan (p)
- Ravian
- Ray Ringo
- Riesling & Pimpelaar
- Rik Ringers
- Robber
- Roodbaard
- Roodhart
- Rosie Geur en Manus Gein
- De Skblllz (soms in de inhoudsopgave vermeld als SKBLLLZZZZZZZZZZZZZZZ)
- Spaghetti
- Spin & Marty
- The Spirit (p)
- Texas John Slaughter
- Time is Money
- Titus
- Toenga
- Tok tok
- Ton en Tinneke (ook in p)
- Ugaki de samoerai
- Vidocq
- Voortvluchtig
- Waanzin waanzuit
- Wellington Wish
- Wetamo
- Zorro
- Zorry Kid
- Zwier de zwerver